# We Dance.
We Dance. là đĩa mở rộng thứ hai trong tập hợp ba đĩa mở rộng có mặt trong một thời gian giới hạn của ca sĩ/nhạc sĩ người Mỹ Jason Mraz để quảng bá cho album phòng thu We Sing. We Dance. We Steal Things. Đĩa EP này được phát hành ngày 15 tháng 4 năm 2008 EP cũng có mặt trong một phiên bản hạn chế của We Sing. We Dance. We Steal Things., phát hành ngày 18 tháng 11 năm 2008. Nó đạt vị trí cao nhất #52 trên Billboard 200 vào ngày 3 tháng 5 năm 2008.

## Danh sách track
| STT | Nhan đề                                              | Thời lượng |
| --- | ---------------------------------------------------- | ---------- |
| 1.  | "Make It Mine (From the Casa Nova Sessions)"         | 3:23       |
| 2.  | "Butterfly (From the Casa Nova Sessions)"            | 5:10       |
| 3.  | "Only Human (From the Casa Nova Sessions)"           | 4:47       |
| 4.  | "The Dynamo of Volition (From an All-Night Session)" | 4:43       |

## Bảng xếp hạng
| Bảng xếp hạng (2008)       | Vị trí cao nhất |
| -------------------------- | --------------- |
| Album Hoa Kỳ Billboard 200 | 52              |